# 1. deild 1975
La 1. deild 1975 fu la 64ª edizione della massima serie del campionato di calcio islandese disputata tra il 17 maggio e il 31 agosto 1975 e conclusa con la vittoria del ÍA, al suo nono titolo e secondo consecutivo.
Capocannoniere del torneo fu Matthías Hallgrímsson (ÍA) con 10 reti.

## Formula
Come nella stagione precedente le squadre partecipanti furono otto e si incontrarono in un turno di andata e ritorno per un totale di quattordici partite.
In previsione di un aumento del numero di club, l'ultima classificata spareggiò contro la seconda della 2. deild karla.
Le squadre qualificate alle coppe europee furono tre: i campioni alla Coppa dei Campioni 1976-1977, la seconda alla Coppa UEFA 1976-1977 e i vincitori della coppa nazionale alla Coppa delle Coppe 1976-1977.

## Squadre partecipanti
| Club     | Città          | Stadio | Posizione 1974     |
| -------- | -------------- | ------ | ------------------ |
| Fram     | Reykjavík      |        | 6°                 |
| KR       | Reykjavík      |        | 5°                 |
| Valur    | Reykjavík      |        | 3°                 |
| ÍBV      | Vestmannaeyjar |        | 4°                 |
| FH       | Hafnarfjörður  |        | 2. deild           |
| Keflavík | Keflavík       |        | 2°                 |
| ÍA       | Akranes        |        | Campione d'Islanda |
| Víkingur | Reykjavík      |        | 7°                 |

## Classifica finale
|                    | Pos. | Squadra  | Pt | G  | V | N | P | GF | GS | DR  |
| ------------------ | ---- | -------- | -- | -- | - | - | - | -- | -- | --- |
| Islanda (bandiera) | 1.   | ÍA       | 19 | 14 | 8 | 3 | 3 | 29 | 14 | +15 |
|                    | 2.   | Fram     | 17 | 14 | 8 | 1 | 5 | 20 | 17 | +3  |
|                    | 3.   | Valur    | 16 | 14 | 6 | 4 | 4 | 20 | 17 | +3  |
|                    | 4.   | Víkingur | 15 | 14 | 6 | 3 | 5 | 17 | 12 | +5  |
|                    | 5.   | Keflavík | 13 | 14 | 4 | 5 | 5 | 13 | 13 | 0   |
|                    | 6.   | FH       | 13 | 14 | 4 | 5 | 5 | 11 | 21 | -10 |
|                    | 7.   | KR       | 10 | 14 | 3 | 4 | 7 | 13 | 18 | -5  |
|                    | 8.   | ÍBV      | 9  | 14 | 2 | 5 | 7 | 11 | 22 | -11 |

Legenda:
      Campione d'Islanda e ammesso alla Coppa dei Campioni
      Ammesso alla Coppa delle Coppe
      Ammesso alla Coppa UEFA
      Retrocesso in 2. deild karla
Note:
Due punti a vittoria, uno a pareggio, zero a sconfitta.

### Play-out
Il ÍBV, ultimo classificato, spareggiò contro la seconda classificata della seconda serie. Fu sconfitto 2-0 e retrocedette. L'incontro si disputò il 2 settembre 1975 a Reykjavík.
| Reykjavík 2 settembre 1975 | Þróttur | 2 – 0 | ÍBV | Laugardalsvöllur |

### Verdetti
- ÍA Campione d'Islanda 1975 e qualificato alla Coppa dei Campioni
- Fram qualificato alla Coppa UEFA
- Víkingur qualificato alla Coppa delle Coppe
- ÍBV retrocesso in 2. deild karla.